# Campeonato de la WAFF 2000
El Campeonato de la WAFF 2000, denominado oficialmente Campeonato de la WAFF 2000 – Copa Rey Hussein (2000 WAFF Championship – King Hussein Cup), fue la primera edición del Campeonato de la WAFF, torneo de fútbol a nivel de selecciones nacionales organizado por la Federación de Fútbol del Oeste de Asia (WAFF). Se llevó a cabo en la ciudad de Amán, en Jordania, y contó con la participación de 8 seleccionados nacionales masculinos.
Irán se consagró campeón del certamen al vencer en la final al seleccionado de Siria.

## Sede
Todos los partidos del certamen se llevaron a cabo en el Estadio Rey Abdullah II de la ciudad de Amán, capital de Jordania.
| Amán                            |
| ------------------------------- |
| Gobernación de Amán (UTC+03:00) |
| Estadio Rey Abdullah II         |
| Capacidad: 18 000               |
|                                 |

## Formato
Las 8 selecciones participantes fueron divididas en 2 grupos de 4 equipos cada una. Dentro de cada grupo, las selecciones se enfrentaron bajo el sistema de todos contra todos, a una sola rueda, de manera tal que cada una de ellas disputó tres partidos. Los puntos se computaron a razón de 3 —tres— por partido ganado, 1 —uno— en caso de empate y 0 —cero— por cada derrota.
Las dos selecciones de cada grupo mejor ubicadas en la tabla de posiciones final pasaron a las semifinales. En dicha instancia, el primero de una zona enfrentó al segundo de la otra en un solo partido. Los ganadores se cruzaron en la final, cuyo vencedor se consagró campeón.

## Equipos participantes
| Equipos participantes | Equipos participantes | Equipos participantes | Equipos participantes |
| --------------------- | --------------------- | --------------------- | --------------------- |
| Irak                  | Jordania              | Kirguistán            | Palestina             |
| Irán                  | Kazajistán            | Líbano                | Siria                 |

## Fase de grupos
- Los horarios son correspondientes a la hora de verano de Jordania (UTC+3:00).

### Grupo A
| Pos. | Equipo     | Pts. | PJ | G | E | P | GF | GC | Dif. | Clasificación |
| ---- | ---------- | ---- | -- | - | - | - | -- | -- | ---- | ------------- |
| 1    | Irán       | 7    | 3  | 2 | 1 | 0 | 5  | 1  | +4   | Semifinales   |
| 2    | Siria      | 6    | 3  | 2 | 0 | 1 | 5  | 1  | +4   | Semifinales   |
| 3    | Kazajistán | 3    | 3  | 1 | 0 | 2 | 3  | 9  | −6   |               |
| 4    | Palestina  | 1    | 3  | 0 | 1 | 2 | 3  | 5  | −2   |               |

 Fuente: RSSSF.com
| 24 de mayo de 2000   | Irán                          | 3:0 (2:0) | Kazajistán | Estadio Rey Abdullah II, Amán                            |                                                          |
| 17:30 AST (UTC+3:00) | Karimi 6' 73' · Hashemian 45' |           |            | Asistencia: 3 500 espectadores Árbitro(s): Salem Mahmoud | Asistencia: 3 500 espectadores Árbitro(s): Salem Mahmoud |

| 24 de mayo de 2000   | Palestina | 0:1 (0:0) | Siria         | Estadio Rey Abdullah II, Amán |  |
| 20:30 AST (UTC+3:00) |           |           | Al Beetar 80' |                               |  |

| 26 de mayo de 2000   | Kazajistán | 0:4 (0:1) | Siria                                                     | Estadio Rey Abdullah II, Amán |  |
| 17:30 AST (UTC+3:00) |            |           | Azzam 26' · Boushi 56' · Haj Moustafa 57' · Al Beetar 82' |                               |  |

| 26 de mayo de 2000   | Irán        | 1:1 (0:0) | Palestina  | Estadio Rey Abdullah II, Amán |  |
| 20:30 AST (UTC+3:00) | Samereh 54' |           | Lafi 90+2' |                               |  |

| 28 de mayo de 2000   | Palestina               | 2:3 (0:1) | Kazajistán                         | Estadio Rey Abdullah II, Amán |  |
| 17:30 AST (UTC+3:00) | Lafi 55' · Al-Faran 83' |           | Kadyrkulov 29' 88' · Bogatyrev 43' |                               |  |

| 28 de mayo de 2000   | Siria | 0:1 (0:0) | Irán              | Estadio Rey Abdullah II, Amán |  |
| 20:30 AST (UTC+3:00) |       |           | Karimi 60' (pen.) |                               |  |

### Grupo B
| Pos. | Equipo       | Pts. | PJ | G | E | P | GF | GC | Dif. | Clasificación |
| ---- | ------------ | ---- | -- | - | - | - | -- | -- | ---- | ------------- |
| 1    | Irak         | 7    | 3  | 2 | 1 | 0 | 6  | 1  | +5   | Semifinales   |
| 2    | Jordania (H) | 5    | 3  | 1 | 2 | 0 | 2  | 0  | +2   | Semifinales   |
| 3    | Líbano       | 4    | 3  | 1 | 1 | 1 | 3  | 2  | +1   |               |
| 4    | Kirguistán   | 0    | 3  | 0 | 0 | 3 | 0  | 8  | −8   |               |

 Fuente: RSSSF.com
| 23 de mayo de 2000   | Jordania                             | 2:0 (1:0) | Kirguistán | Estadio Rey Abdullah II, Amán |  |
| 17:30 AST (UTC+3:00) | Abu Zema 28' (pen.) · Al-Shagran 68' |           |            |                               |  |

| 23 de mayo de 2000   | Irak                               | 2:1 (0:1) | Líbano   | Estadio Rey Abdullah II, Amán |  |
| 20:30 AST (UTC+3:00) | Abbas Obeid 63' (pen.) · Fawzi 66' |           | Zein 15' |                               |  |

| 25 de mayo de 2000   | Líbano               | 2:0 (1:0) | Kirguistán | Estadio Rey Abdullah II, Amán |  |
| 17:30 AST (UTC+3:00) | Zein 41' · Antar 76' |           |            |                               |  |

| 25 de mayo de 2000   | Jordania | 0:0 | Irak | Estadio Rey Abdullah II, Amán    |                                  |
| 20:30 AST (UTC+3:00) |          |     |      | Árbitro(s): Kormandbek Ordbayeev | Árbitro(s): Kormandbek Ordbayeev |

| 27 de mayo de 2000   | Kirguistán | 0:4 (0:2) | Irak                              | Estadio Rey Abdullah II, Amán |  |
| 17:30 AST (UTC+3:00) |            |           | Farhan 28' 35' 75' · Mohammed 67' |                               |  |

| 27 de mayo de 2000   | Líbano | 0:0 | Jordania | Estadio Rey Abdullah II, Amán |                           |
| 20:30 AST (UTC+3:00) |        |     |          | Árbitro(s): Rahim Mojahed     | Árbitro(s): Rahim Mojahed |

## Fase de eliminatorias

### Cuadro de desarrollo
|  | Semifinales       | Semifinales |                              |       | Final | Final |
|  |                   |             |                              |       |       |       |
|  | 31 de mayo – Amán |             |                              |       |       |       |
|  |                   |             |                              |       |       |       |
|  | Irán              | 1           |                              |       |       |       |
|  | Irán              | 1           | 3 de junio – Amán            |       |       |       |
|  | Jordania          | 0           |                              |       |       |       |
|  | Jordania          | 0           | Irán                         | 1     |       |       |
|  | 31 de mayo – Amán |             | Irán                         | 1     |       |       |
|  |                   | Siria       | 0                            |       |       |       |
|  | Siria (p.)        | Siria       | 0                            | 0 (5) |       |       |
|  | Siria (p.)        |             |                              | 0 (5) |       |       |
|  | Irak              | 0 (3)       |                              |       |       |       |
|  | Irak              | 0 (3)       | Partido por el tercer puesto |       |       |       |
|  |                   |             |                              |       |       |       |
|  | 2 de junio – Amán |             |                              |       |       |       |
|  |                   |             |                              |       |       |       |
|  | Jordania          | 1           |                              |       |       |       |
|  | Jordania          | 1           |                              |       |       |       |
|  | Irak              | 4           |                              |       |       |       |

### Semifinales
| 31 de mayo de 2000   | Irán       | 1:0 (1:0) | Jordania | Estadio Rey Abdullah II, Amán |  |
| 20:30 AST (UTC+3:00) | Karimi 17' |           |          |                               |  |

| 31 de mayo de 2000   | Siria | 0:0 (t. s.)(5:3 p.) | Irak | Estadio Rey Abdullah II, Amán |                             |
| 17:30 AST (UTC+3:00) |       |                     |      | Árbitro(s): Vektor Kolbakov   | Árbitro(s): Vektor Kolbakov |

### Tercer puesto
| 2 de junio de 2000   | Jordania   | 1:4 (0:3) | Irak                                   | Estadio Rey Abdullah II, Amán |  |
| 17:30 AST (UTC+3:00) | Tadrus 48' |           | Farhan 16' 74' · Kadhim 30' · Hadi 37' |                               |  |

### Final
| 3 de junio de 2000   | Irán               | 1:0 (1:0) | Siria | Estadio Rey Abdullah II, Amán |  |
| 20:30 AST (UTC+3:00) | Bakhtiarizadeh 36' |           |       |                               |  |

## Campeón
|                                  |
| Bandera de Irán                  |
| Campeón invicto Irán 1.er título |

## Estadísticas

### Tabla general
| Pos. | Equipo     | Pts | PJ | PG | PE | PP | GF | GC | Dif. | Rend.  |
| ---- | ---------- | --- | -- | -- | -- | -- | -- | -- | ---- | ------ |
| 1    | Irán       | 13  | 5  | 4  | 1  | 0  | 7  | 1  | 6    | 86,66% |
| 2    | Siria      | 7   | 5  | 2  | 1  | 2  | 5  | 2  | 3    | 46,66% |
| 3    | Irak       | 11  | 5  | 3  | 2  | 0  | 10 | 2  | 8    | 73,33% |
| 4    | Jordania   | 5   | 5  | 1  | 2  | 2  | 3  | 5  | –2   | 33,33% |
| 5    | Líbano     | 4   | 3  | 1  | 1  | 1  | 3  | 2  | 1    | 44,44% |
| 6    | Kazajistán | 3   | 3  | 1  | 0  | 2  | 3  | 9  | –6   | 33,33% |
| 7    | Palestina  | 1   | 3  | 0  | 1  | 2  | 3  | 5  | –2   | 11,11% |
| 8    | Kirguistán | 0   | 3  | 0  | 0  | 3  | 0  | 8  | –8   | 0%     |

### Goleadores
5 goles
- Razzaq Farhan

4 goles
- Ali Karimi

2 goles
- Askhat Kadyrkulov
- Haitham Zein
- Fadi Lafi
- Mohannad Al-Beetar

1 gol
- Sohrab Bakhtiarizadeh
- Vahid Hashemian
- Ali Samereh
- Hussam Fawzi
- Hamza Hadi
- Ahmad Kadhim
- Hesham Mohammed
- Abbas Obeid
- Abdullah Abu Zema
- Badran Al-Shagran
- Jeris Tadrus
- Vencheslav Bogatyrev
- Roda Antar
- Adel Al-Faran
- Ahmad Azzam
- Mouhanad Boushi
- Nihad Haj Moustafa